# Thekla
Thekla ist ein aus dem Griechischen stammender weiblicher Vorname.

## Herkunft und Bedeutung
Thekla (griechisch Θέκλα) kommt wahrscheinlich vom altgriechischen Namen „Theokleia“. Dieser leitet sich von theos (θεός), Gott und kleos (κλέος), Ruhm, Ehre ab und bedeutet etwa Ruhm Gottes oder auch Die von Gott Gerufene.
In der aramäischen Sprache gibt es einen Namen Dekla oder Dikla (דקלא), ebenso in anderen semitischen Sprachen.

## Varianten
- Fjokla (Фёкла) (russisch)
- Tecla (italienisch)
- Tegla (walisisch)
- Tekla (finnisch, ungarisch, polnisch, tschechisch)
- Thecla (englisch, spanisch)
- Thècle (französisch)
- თეკლა (georgisch)
- Te’la (تقلا) (Libanesisch-Arabisch)

## Namenstag
Thekla: 23. September, 28. September; 9. Juni (orthodox)

## Bekannte Namensträgerinnen

### Einzelnamen
- Thekla von Iconium, 1. Jahrhundert, christliche Heilige und Protomärtyrerin
- Tegla von Denbighshire, 8. Jahrhundert (?), walisische Heilige. Auch bekannt als: Tecla, Thecla, walisisch Tegla Forwyn (Tegla die Jungfrau)
- Thekla von Kitzingen († um 790), Benediktinerin, Heilige
- Thekla (Schwester Michaels III.), 9. Jahrhundert, Tochter der byzantinischen Kaiserin Theodora II.

### Moderne Namensträgerinnen
Thekla
- Thekla Badarczewska (1834–1861), polnische Komponistin
- Thekla von Baudissin (1812–1885), deutsche Schriftstellerin
- Thekla Brun-Lie (* 1992), norwegische Biathletin
- Thekla Edenfeld (1871–20. Jahrhundert), deutsche Schriftstellerin
- Thekla Friedländer (1849–1898?), deutsche Sozialreformerin
- Thekla von Gumpert (1810–1897), deutsche Kinder- und Jugendschriftstellerin
- Thekla Hartmann (* 1993), deutsche Schauspielerin
- Thekla Hess (1884–1968), deutsch-britische Kunstsammlerin
- Thekla von Hünerbein (1840–1902), deutsche Diakonisse
- Thekla Jahn, TV- und Hörfunkjournalistin
- Thekla Kauffmann (1883–1980), württembergische Politikerin (DDP)
- Thekla Kneisel (1802–1832), österreichische Schauspielerin und Opernsängerin
- Thekla Knös (1815–1880), schwedische Schriftstellerin
- Thekla Krause (* 1969), deutsche Fußballspielerin
- Thekla Landé (1864–1932), deutsche Politikerin (SPD)
- Thekla Lingen (1866–1931), Schriftstellerin
- Thekla Mayhoff (* 1957), deutsche Schauspielerin
- Thekla Merwin (1887–1944), österreichische Schriftstellerin
- Thekla Naveau (1822–1871), deutsche Erzieherin, Kinderbuchautorin und Frauenrechtlerin
- Thekla Susanne Ragnhild Resvoll (1871–1948), norwegische Botanikerin und Frauenrechtlerin
- Thekla Reuten (* 1975), niederländische Schauspielerin
- Thekla Schneider (1854–1936), deutsche Schriftstellerin
- Thekla Schild (1890–1991), deutsche Architektin
- Thekla Schulz-Brize (* 1960), deutsche Bauforscherin
- Thekla Skorra (1866–1943), jüdische deutsche Lyrikerin und Publizistin
- Thekla Trück (1739–1808), deutsche Zisterzienserin, 1775–1808 Äbtissin des Zisterzienser-Klosters Lichtenthal
- Thekla Waitz (1862–1952), deutsche Bibliothekarin
- Thekla Walker (* 1969), deutsche Politikerin (B90/Grüne)
- Thekla Carola Wied (* 1944), deutsche Schauspielerin

Tekla
- Tekla Bądarzewska (* 1823 oder 1834; † 1861), polnische Komponistin
- Tekla Chemabwai (* 1950), kenianische Leichtathletin
- Tekla Famiglietti (1936–2020), italienische Ordensschwester im „schwedischen Zweig“ des Erlöserordens
- Tekla Hultin (1864–1943), finnische Journalistin, Politikerin und Frauenrechtlerin
- Tekla Juniewicz (1906–2022), polnische Altersrekordlerin
- Tekla Nordström (1856–1937), schwedische Xylografin

Tecla
- Tecla Marinescu-Borcănea (* 1960), rumänische Kanutin
- Tecla van Diepholt (* um 1547; † 1611), ostfriesische Häuptlingstochter, spätere Ehefrau von Häuptling Snelger Beninga
- Tecla Merlo (1894–1964), italienische römisch-katholische Ordensgründerin und Ordensoberin

### Als zusätzlicher Vorname
- Mitsuko Maria Thekla Coudenhove-Kalergi (1874–1941), japanisch-österreichisch-ungarische Diplomatengattin
- Maria Anna Thekla Mozart (1758–1841), Cousine von Wolfgang Amadeus Mozart
- Anna Thekla von Weling (1837–1900), deutsche Schriftstellerin

## Vorname fiktionaler Figuren
- Spinne Thekla, Kreuzspinne in Biene Maja
- Thekla, Tochter Wallensteins bei Schiller (Die Piccolomini, Wallensteins Tod)